# Eiludd Powys
Eiludd Powys va ser un rei de Powys que visqué al segle vii. Probablement fou un rei usurpador.
Sembla quan Manwgan ap Selyf accedí al tron el 613 era encara molt jove, i això desencadenà una invasió del regne de Powys per Eluadd ap Glast (que esdevindria Eiludd Powys), un antic rei de Dogfeiling. L'usurpador probablement detingué el regne una trentena d'anys o més, fins a morir combatent contra Northumbria, possiblement a la batalla de Maes Cogwy (Oswestry) l'any 642. La dinastia Dogfeiling fou esclafada pels saxons als voltants de l'any 656.